# Коневец (Болгария)
Коневец (болг. Коневец) — село в Болгарии. Находится в Ямболской области, входит в общину Тунджа. Население составляет 256 человек.

## Политическая ситуация
В местном кметстве Коневец, в состав которого входит Коневец, должность кмета (старосты) исполняет Йовка Георгиева Желева (коалиция в составе 2 партий: Болгарская социалистическая партия (БСП) и Болгарская социал-демократия (БСД)) по результатам выборов правления кметства.
Кмет (мэр) общины Тунджа — Георги Стоянов Георгиев (коалиция в составе 2 партий: Болгарская социалистическая партия (БСП) и Болгарская социал-демократия (БСД)) по результатам выборов в правление общины.